# Nemanthus
Nemanthus è un genere di celenterati antozoi nella superfamiglia Metridioidea dell'ordine Actiniaria. È l'unico genere della famiglia Nemanthidae.

## Descrizione
Nemanthus è caratterizzato da un ampio disco pedale, colonna liscia e lunghi tentacoli. Sfintere mesogloeale, ben sviluppato. Muscoli longitudinali dei tentacoli e muscoli radiali del disco orale ectodermici. Faringe con sifonoglifi distinti, abbastanza ampi, solitamente due, ma possibilmente variabili in relazione alla riproduzione asessuata. Di solito due coppie di direttive. Da sei a dodici coppie di mesenteri perfetti, spesso disposti in modo irregolare, in modo che un lato dell'anemone ne abbia più dell'altro. Mesenteri imperfetti più forti e fertili. Divaricatori dei mesenteri deboli, muscoli parietobasilari moderatamente deboli o deboli. 
Nessun aconzio vero e proprio, ma organi simili all'aconzio attaccati alla fine dei filamenti e contenenti pochissimi nematocisti dello stesso tipo di quelli dei filamenti. Gli individui vivono spesso insieme in colonie a volte così strette che i bordi dei loro dischi pedali si toccano. Cnidomi: spirocisti, basitrici, p-mastigofori microbasici.

## Tassonomia
Secondo il World Register of Marine Species (WORMS), la famiglia risulta composta dalle seguenti specie:
- Nemanthus annamensis  Carlgren, 1943
- Nemanthus californicus  Carlgren, 1940
- Nemanthus nitidus  (Wassilieff, 1908)